# Sainte-Gemme (Charente-Maritime)
Sainte-Gemme – miejscowość i gmina we Francji, w regionie Nowa Akwitania, w departamencie Charente-Maritime. Nazwa miejscowości pochodzi od imienia św. Gemmy.
Według danych na rok 1990 gminę zamieszkiwało 869 osób, a gęstość zaludnienia wynosiła 21 osób/km² (wśród 1467 gmin regionu Poitou-Charentes Sainte-Gemme plasuje się na 355. miejscu pod względem liczby ludności, natomiast pod względem powierzchni na miejscu 70.).